# Cymatogramma morena
Cymatogramma morena är en fjärilsart som beskrevs av Hall 1935. Cymatogramma morena ingår i släktet Cymatogramma och familjen praktfjärilar. Inga underarter finns listade i Catalogue of Life.